# Phidippus californicus
Phidippus californicus là một loài nhện trong họ Salticidae.
Loài này thuộc chi Phidippus. Phidippus californicus được Elizabeth Maria Gifford Peckham & George William Peckham miêu tả năm 1901.